# Auswandererbahnhof Ruhleben

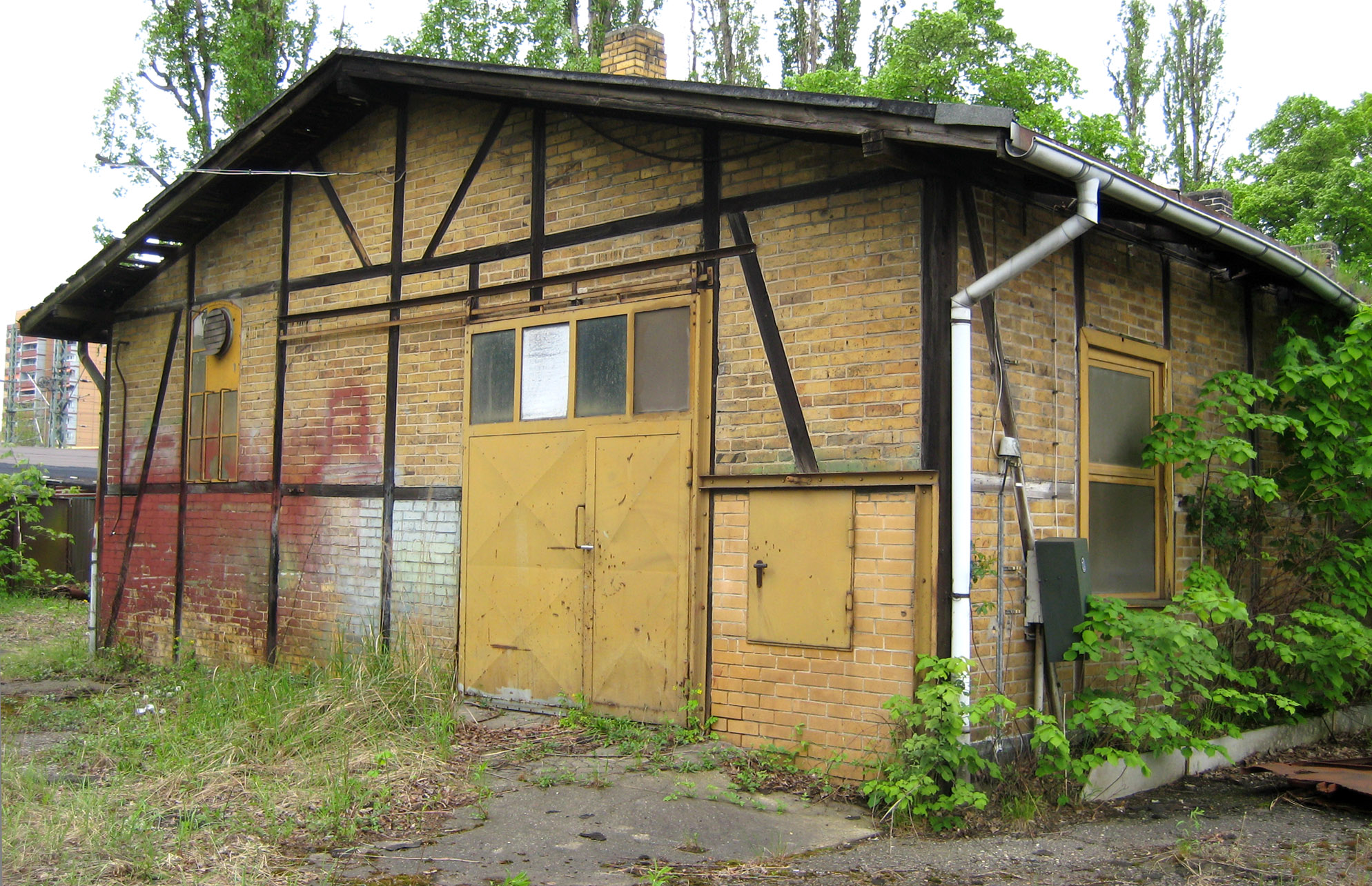
Bis 2012 noch verbliebene Baracke des Auswandererbahnhofs Ruhleben

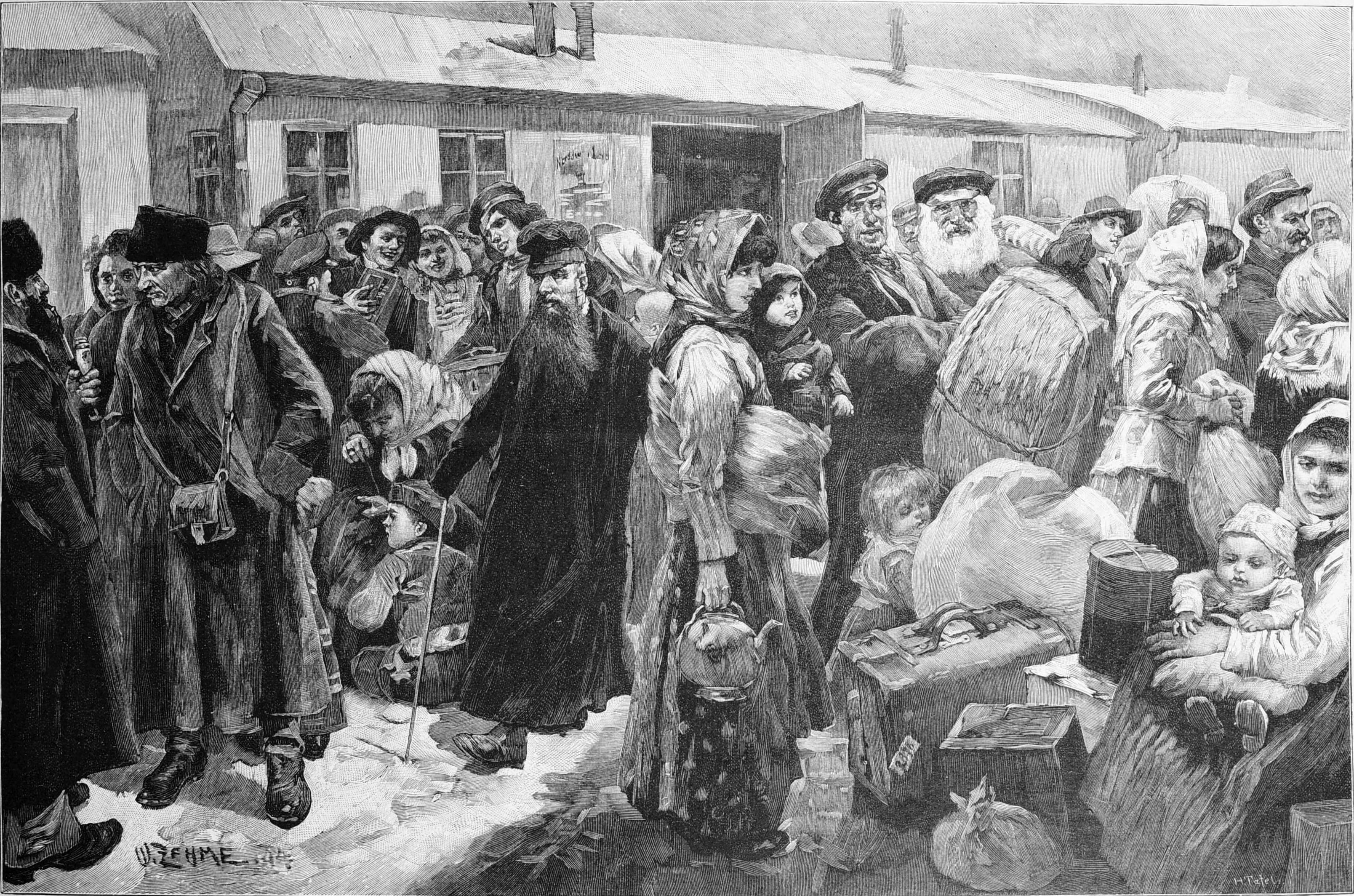
Auf dem Auswandererbahnhof Ruhleben
(Illustration aus der Gartenlaube von 1895)

Der Auswandererbahnhof Ruhleben war zwischen 1891 und 1914 eine Durchgangs- und Kontrollstation für Emigranten an der Berlin-Hamburger Bahn nahe dem Güterbahnhof Ruhleben westlich des damaligen Berliner Stadtgebiets. Hier mussten sich die aus dem Osten kommenden Auswanderer registrieren, desinfizieren und ärztlich untersuchen lassen, bevor sie zu den Häfen in Bremerhaven und Hamburg weiterreisen durften. Der Bahnhof wurde von den Transportgesellschaften HAPAG und Norddeutscher Lloyd betrieben, um die Auswandererströme besser kontrollieren zu können.

## Vorgeschichte
Verschiedene Faktoren führten Ende des 19. Jahrhunderts dazu, dass Berlin mehr und mehr eine bedeutende Durchgangsstation für Auswanderer geworden war: um 1880 begann die dritte große Auswanderungswelle in die Vereinigten Staaten. Während 1880 der Anteil der Osteuropäer an den Auswanderern von deutschen Häfen nur 13 % betrug, wuchs er schnell an auf über 50 % nach 1891. Gründe waren unter anderem anti-jüdische Pogrome 1882 in Russland, aber auch für Russlanddeutsche und die osteuropäische Landbevölkerung generell entwickelte sich die Lage in ihren Heimatländern zum Negativen. Dank der Fertigstellung der Preußischen Ostbahn von Eydtkuhnen nach Berlin wurde das Reisen aus Osteuropa zu den Überseehäfen erheblich vereinfacht.
Vor der Einrichtung des Auswandererbahnhofs kamen die Auswanderer vor allem am Ost- und Schlesischen Bahnhof an und mussten dann weiter zum Lehrter oder Hamburger Bahnhof, um von dort aus einen Zug Richtung Westen zu erreichen. Die Wartesäle auf den Berliner Bahnhöfen waren oftmals mit einigen 100 Durchreisenden überfüllt, was zu Beschwerden bei der Eisenbahndirektion führte.

## Der Betrieb des Bahnhofs

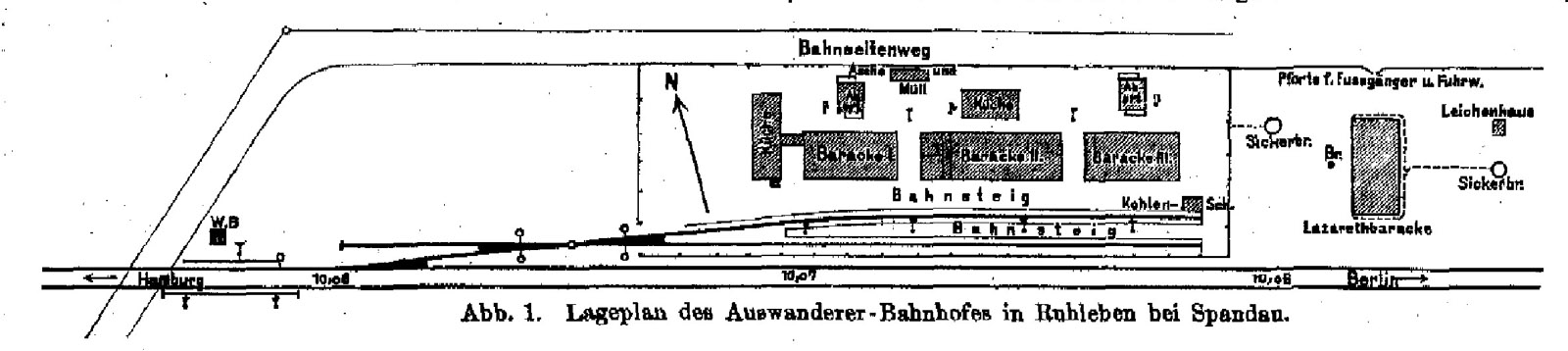
Lageplan der Bahnhofsgebäude aus dem Zentralblatt der Bauverwaltung von 1893

Als die Behörden erkannten, dass der Strom durchreisender Emigranten nicht so schnell abreißen würde, beschloss man, außerhalb Berlins zwischen Ruhleben und Spandau einen separaten Bahnhof einzurichten, den die Züge fortan ohne Zwischenhalt in Berlin anfuhren. Der Auswandererbahnhof nahm am 11. November 1891 seinen Betrieb auf.
Für die Transportgesellschaften hatten solche Durchgangsstationen zwei wichtige Funktionen: Zum einen sollten dort durchgeführte Desinfektionen etwaigen Krankheitsausbrüchen in den Auswandererhallen der Überseehäfen vorbeugen. Zum anderen richteten sich die Kontrollen gegen solche Auswanderer, die in den Vereinigten Staaten entsprechend den neuen Einwanderungsgesetzen abgewiesen und auf Kosten der Transportgesellschaften zurückgeschickt werden konnten.

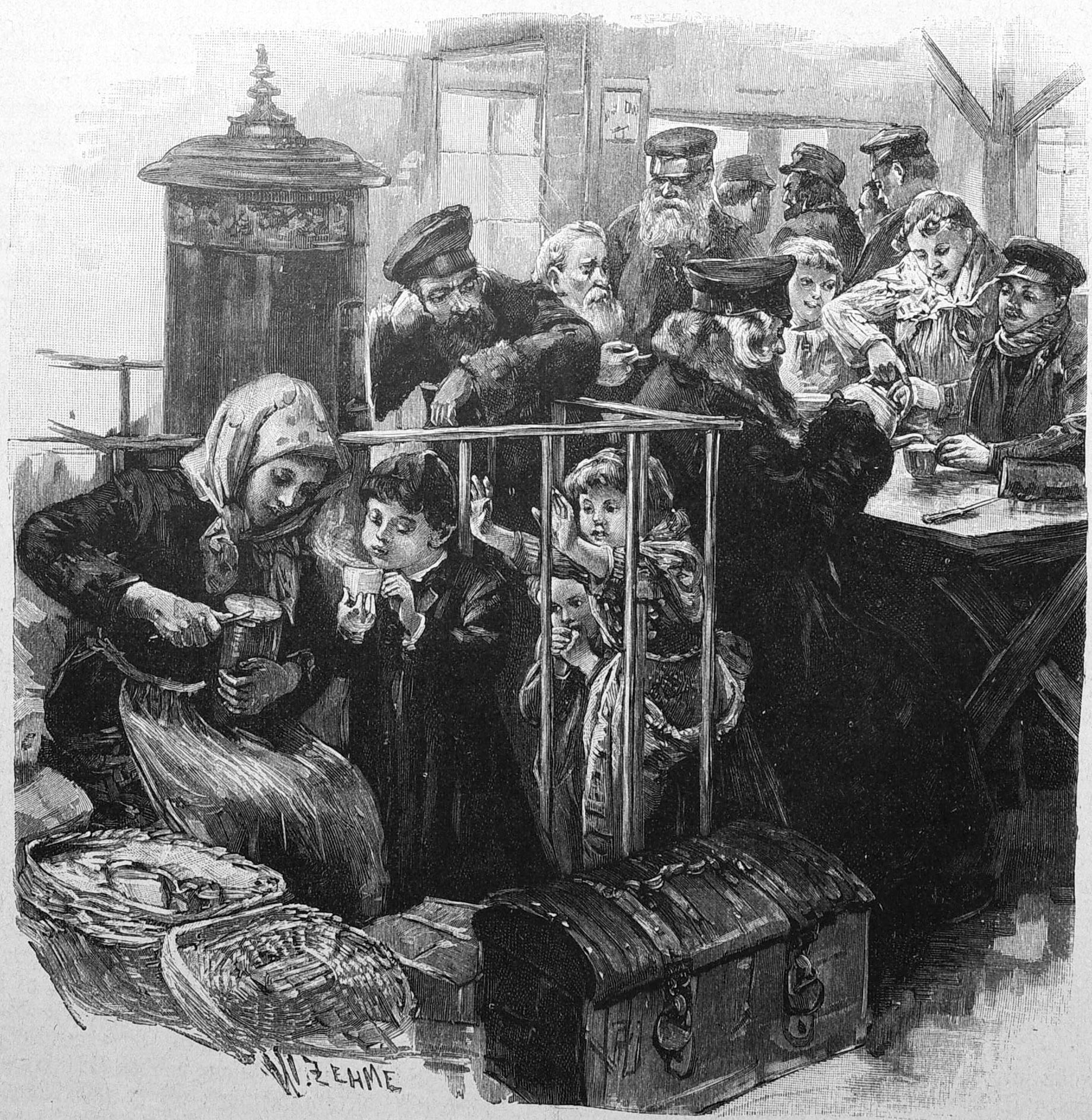
Im Wartesaal
(Illustration aus der Gartenlaube von 1895)

Auf dem Gelände befanden sich drei Unterkunftsbaracken für jeweils ungefähr 200 Personen. An die mittlere Halle waren Räume für den Fahrkartenverkauf, die Aufsichtsbeamten und für die Auswandereragenten angebaut. Hinzu kamen eine Desinfektionsanstalt mit Duschräumen, eine Isolierstation mit 24 Betten, eine Kantine, sowie ein massives Gebäude mit vier Schlafräumen für jeweils sechs Personen. Später kam noch ein vom Jüdischen Hilfswerk errichtetes Gebäude mit einem Küchentrakt hinzu.
Die aus Wellblech errichteten Baracken waren mit Holz verkleidet. Die beiden Größten waren 80 m lang, 10 m breit und 6 m hoch. Geheizt wurde mit in der Mitte des Raumes aufgestellten eisernen Öfen, von denen ein eisernes Abzugsrohr direkt durch die Decke ins Freie führte.
Die Desinfektionsanstalt wurde aufgrund der großen Hamburger Choleraepidemie von 1892 eingerichtet. Hamburg und Bremen drohten den Transportgesellschaften mit einer vollständigen Sperrung ihres Stadtgebiets für Auswanderer und verlangten fortan eine ärztliche Kontrollkarte aus Ruhleben als Bedingung für die Einschiffung. Zudem wurde neben den Baracken des Auswandererbahnhofs auch ein Lazarett mit 12 Betten errichtet.

## Das Ende

Einwanderungszahlen für die Vereinigten Staaten nach Herkunftsregion

Im Jahr 1909 wurde die Trabrennbahn Ruhleben auf ein direkt östlich an den Auswandererbahnhof angrenzes Gelände verlegt, da an ihrem ursprünglichen Standort ein Wohngebiet entstehen sollte. Aus Angst vor dem Übergreifen von Infektionskrankheiten beschloss man, den wenig attraktiven Bahnhof weiter westlich nach Wustermark zu verlegen. Der Umzug war für 1915 geplant, fand aber nicht mehr statt, da die Auswanderung aus Osteuropa über Deutschland im Ersten Weltkrieg völlig zum Erliegen kam.
Der Auswandererbahnhof wurde 1914 geschlossen. Nach dem Krieg erreichten, auch wegen kontinuierlich verschärfter Einwanderungsbestimmungen in die Vereinigten Staaten bis zur Quotenregelung von 1921, die Auswandererzahlen nicht mehr das Vorkriegsniveau. Allein 1913 hatten mehr als 193.000 sogenannte Durchwanderer den Auswandererbahnhof Ruhleben durchlaufen.
Die verbliebene Unterkunftsbaracke des ehemaligen Auswandererbahnhofs wurde nach Aufhebung des Denkmalschutzes im August 2012 abgerissen. Die Untere Denkmalbehörde des Bezirks Spandau genehmigte den Abriss in Einvernehmen mit der beim Senat angesiedelten Oberen Denkmalbehörde aufgrund wirtschaftlicher Unzumutbarkeit. Vor dem Abriss suchte das Denkmalamt das Objekt noch nach eventuell verbliebenen Relikten ab, fand aber nichts, was für einen Erhalt interessant gewesen wäre. Der Abriss stieß in der Spandauer Bezirksverordnetenversammlung auf Kritik, da man im Ausschuss für Bildung und Kultur nicht informiert worden sei.